# Столбови
Сто́лбови (рос. Столбовы) — присілок у складі Даровського району Кіровської області, Росія. Входить до складу Піксурського сільського поселення.
Населення становить 64 особи (2010, 159 у 2002).
Національний склад станом на 2002 рік — росіяни 100 %.